# Mihálcfalva

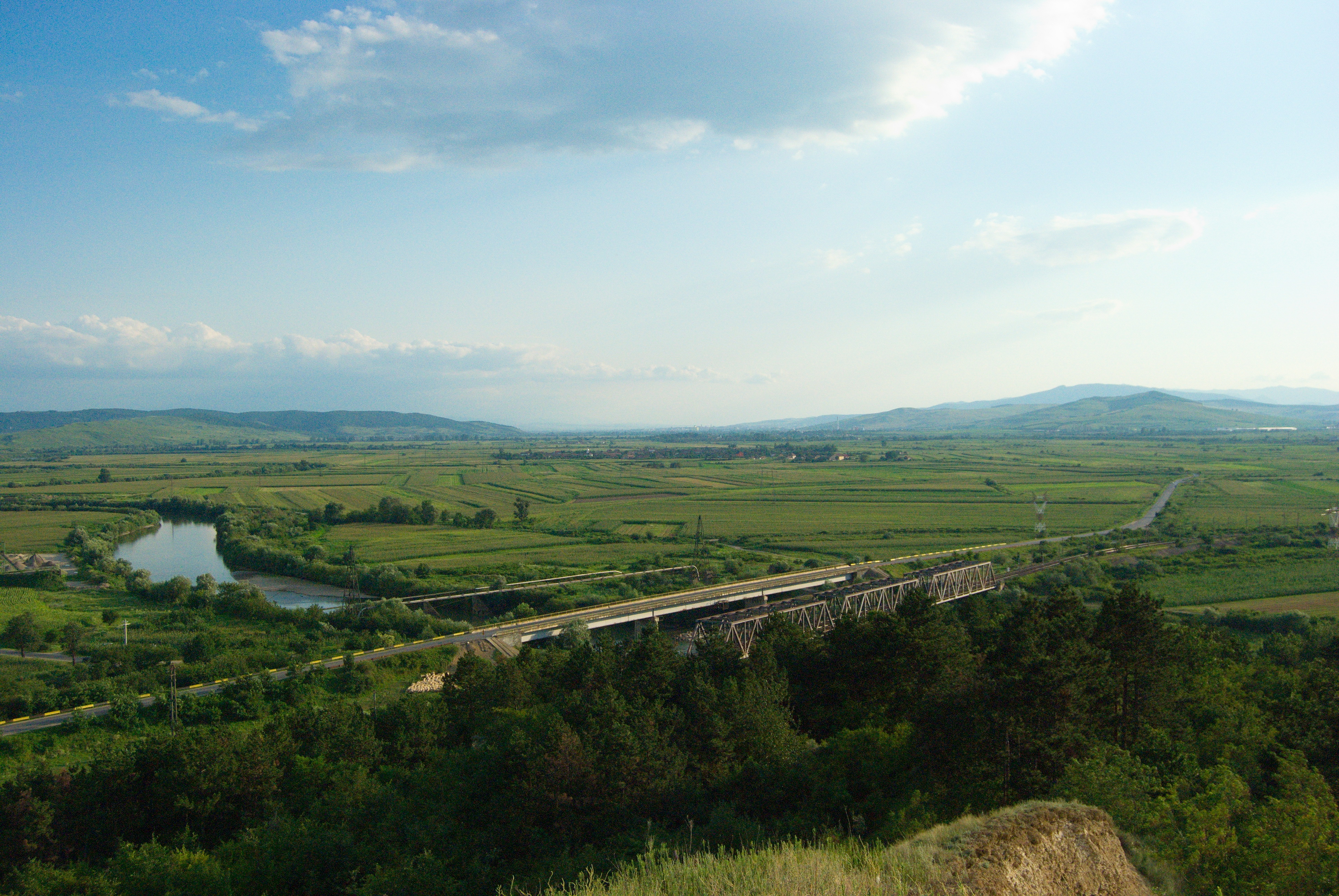
Híd a Maroson Mihálcfalvánál

Mihálcfalva (Mihálc, románul: Mihalț vagy Mihalța, németül: Michelsdorf, szász nyelven Mächelsterf) falu Romániában, Erdélyben, Fehér megyében.

## Fekvése
Tövistől 7 km-re délkeletre, a Küküllő partján fekszik, közel a folyó torkolatához.

## Nevének eredete
A Mihály férfinév szláv változatából ered. A mihalț a románban 'menyhal'-at jelent. Első említései: Michalch (1287) és Michalchfolua (1391).

## Története
1488-ban a törökök elpusztították. Valószínűleg a 17. században népesült be román lakossággal. (A helyi szájhagyomány szerint Vitéz Mihály katonái alapították.)
1848 májusában jobbágyai a magyarországi jobbágyfelszabadításon és az első balázsfalvi gyűlés határozatain felbátorodva elfoglaltak egy kérdéses tulajdonú határrészt és lelegeltették rajta a birtokos Eszterházy család vetését. A kérdés kivizsgálására június 1-jén Pogány György alispán utazott a faluba egy Puchner által kirendelt székely határőrszázaddal, de a felfegyverkezett lakosok nem engedték be őket a faluba, hanem visszafordították a kompot, amelyen utaztak. Másnapra háromezren gyűltek össze fegyveresen a faluban Obrázsáról, Oláhcsesztvéről és Alsókarácsonfalváról. Az ismét bejutni próbáló székelyek és a lakosok között fegyveres összetűzés robbant ki, melynek során tizenkét lakos és egy határőr vesztette életét.
1848-ban ez volt az első fegyveres incidens Erdélyben és nagy szerepe volt a politikai–nemzetiségi ellentétek kiéleződésében.
1848 végén és 1849 elején kétezres császári katonaság állomásozott a faluban.
2002 elején görögkatolikus hívei Bukarestben is tüntettek azért, hogy adják vissza nekik a templomukat. 

## Népessége
- 1761-ben 147 ortodox és 8 görögkatolikus család lakta.
- 1900-ban 2200 lakosából 2148 volt román és 51 magyar nemzetiségű; 1327 görögkatolikus, 822 ortotox, 27 zsidó és 14 református vallású. A lakosság 26%-a tudott írni-olvasni és a román anyanyelvűek 1%-a beszélt magyarul.
- 2002-ben a Maros partján fekvő kicsiny Zerjessel együtt 2355 lakosa volt, közülük 2332 román nemzetiségű; 1980 ortodox és 317 görögkatolikus vallású.

## Híres emberek
- Itt született 1901-ben Ion Breazu irodalomtörténész.
- Itt töltötte az 1811-es vakációt Jósika Miklós.[2]